# Arjan Beqaj
Arjan Beqaj (ur. 25 sierpnia 1975 w Prizrenie) – piłkarz albański grający na pozycji bramkarza.

## Kariera klubowa
Beqaj urodził się w Prizrenie, jest jednak wychowankiem klubu ze stolicy Albanii, Tirany. Do Partizani Tirana trafił jeszcze w wieku kilkunastu lat, a w pierwszej lidze zadebiutował w wieku 20 lat w 1995. W pierwszym sezonie nie był jeszcze podstawowym zawodnikiem zespołu, ale do pierwszego składu wdarł się już w sezonie 1995/1996. Natomiast w 1997 roku osiągnął swój jedyny sukces w ojczyźnie, jakim było zdobycie Pucharu Albanii.
Latem 1997 Beqaj wyjechał do Grecji i został zawodnikiem OFI Kreta. Miejsce między słupkami bramki klubu z Iraklionu zyskał w sezonie 1998/1999, jednak klub był jedynie ligowym średniakiem i nie walczył o mistrzostwo Grecji. W sezonie 2001/2002 Beqaj nie miał już tak pewnego miejsca w składzie kreteńskiego zespołu jak wcześniej i walczył o nie z dawnym reprezentantem Grecji Kostasem Chaniotakisem. W OFI grał do lata 2003 i wtedy przeniósł się do AO Ionikos. Grał tam przez pełne 3 sezony i miał zapewnione miejsce w pierwszej jedenastce i między innymi swoją dobrą postawą zapewnił drużynie utrzymanie w Alpha Ethniki w sezonie 2005/2006.
Latem 2006 Beqaj trafił na Cypr i jest bramkarzem Anorthosisu Famagusta, a o miejsce w składzie walczy z reprezentantem Peru, Francisco Bazanem Landi, ale w sezonie 2006/2007 to Albańczyk był tym pierwszym goalkeeperem i wywalczył z zespołem Puchar Cypru. Z kolei w 2008 roku został z Anorthosisem mistrzem kraju oraz awansował do Ligi Mistrzów.
| Sezon   | Klub                 | Kraj    | Rozgrywki                     | Mecze | Bramki |
| ------- | -------------------- | ------- | ----------------------------- | ----- | ------ |
| 1994/95 | Partizani Tirana     | Albania | Kategoria Superiore           | 2     | 0      |
| 1995/96 | Partizani Tirana     | Albania | Kategoria Superiore           | 18    | 0      |
| 1996/97 | Partizani Tirana     | Albania | Kategoria Superiore           | 17    | 0      |
| 1997/98 | OFI Kreta            | Grecja  | Alpha Ethniki                 | 4     | 0      |
| 1998/99 | OFI Kreta            | Grecja  | Alpha Ethniki                 | 32    | 0      |
| 1999/00 | OFI Kreta            | Grecja  | Alpha Ethniki                 | 27    | 0      |
| 2000/01 | OFI Kreta            | Grecja  | Alpha Ethniki                 | 28    | 1      |
| 2001/02 | OFI Kreta            | Grecja  | Alpha Ethniki                 | 20    | 0      |
| 2002/03 | OFI Kreta            | Grecja  | Alpha Ethniki                 | 18    | 0      |
| 2003/04 | AO Ionikos           | Grecja  | Alpha Ethniki                 | 28    | 0      |
| 2004/05 | AO Ionikos           | Grecja  | Alpha Ethniki                 | 27    | 0      |
| 2005/06 | AO Ionikos           | Grecja  | Alpha Ethniki                 | 28    | 0      |
| 2006/07 | Anorthosis Famagusta | Cypr    | Division A                    | 26    | 0      |
| 2007/08 | Anorthosis Famagusta | Cypr    | Division A                    | 27    | 0      |
| 2008/09 | Anorthosis Famagusta | Cypr    | Division A                    |       |        |
|         |                      |         | Łącznie w Kategoria superiore | 37    | 0      |
|         |                      |         | Łącznie w Alpha Ethniki       | 212   | 1      |
|         |                      |         | Łącznie w Cypryjskiej Lidze   | 53    | 0      |

## Kariera reprezentacyjna
W reprezentacji Albanii Beqaj zadebiutował w 2002. Od czasu zakończenia kariery reprezentacyjnej przez Foto Strakoshę Beqaj walczy o miejsce w podstawowej jedenastce z Elionem Liką, ale już w eliminacjach do Euro 2008 wygrywa z nim rywalizację. W reprezentacji rozegrał ponad 30 meczów.